# The Offspring: Complete Music Video Collection
The Offspring: Complete Music Video Collection és un àlbum de vídeos de la banda californiana de punk rock The Offspring. Fou editat en els formats DVD i UMD. Fou publicat el 5 de juliol de 2005 per acompanyar l'àlbum de grans èxits Greatest Hits, que va sortir a la venda un mes abans. Conté tots els videoclips editats per la banda entre els anys 1994 i 2005 a excepció de "Million Miles Away", però també conté 11 actuacions en directe, dos vídeos extres, una entrevista i comentaris de la banda.

## Llista de cançons
| 1.            | «Come Out and Play (Keep 'Em Separated)» | Darren Lavett                  | 3:16  |
| 2.            | «Self Esteem»                            | Darren Lavett                  | 4:26  |
| 3.            | «Gotta Get Away»                         | Samuel Bayer                   | 4:12  |
| 4.            | «All I Want»                             | David Yow                      | 1:57  |
| 5.            | «Gone Away»                              | Nigel Dick                     | 4:31  |
| 6.            | «The Meaning of Life»                    | Kevin Kerslake                 | 2:58  |
| 7.            | «I Choose»                               | Dexter Holland                 | 4:02  |
| 8.            | «Pretty Fly (for a White Guy)»           | McG                            | 3:14  |
| 9.            | «Why Don't You Get a Job?»               | McG                            | 3:13  |
| 10.           | «The Kids Aren't Alright»                | Yariv Gaber                    | 3:00  |
| 11.           | «She's Got Issues»                       | Jonathan Dayton, Valerie Faris | 3:49  |
| 12.           | «Original Prankster»                     | Dave Meyers                    | 3:41  |
| 13.           | «Want You Bad»                           | Spencer Susser                 | 3:24  |
| 14.           | «Defy You»                               | Dave Meyers                    | 3:48  |
| 15.           | «Hit That»                               | David Lea, John Williams       | 3:01  |
| 16.           | «(Can't Get My) Head Around You»         | Joseph Kahn                    | 2:14  |
| 17.           | «Can't Repeat»                           | Ramon And Pedro                | 3:25  |
| Durada total: | Durada total:                            | Durada total:                  | 58:11 |

| 18. | «Da Hui»               | 2:50 |
| 19. | «Cool to Hate»         | 2:59 |
| 20. | «The Making Of Da Hui» | 9:55 |
| 21. | «Where Is He Now?»     | 5:40 |

| 22. | «Self Esteem»                  | 3:58 |
| 23. | «All I Want»                   | 1:53 |
| 24. | «Pretty Fly (for a White Guy)» | 3:00 |
| 25. | «Why Don't You Get a Job?»     | 2:56 |

| 26. | «Long Way Home»                          | 2:25 |
| 27. | «Hit That»                               | 2:52 |
| 28. | «Gotta Get Away»                         | 3:34 |
| 29. | «The Worst Hangover Ever»                | 3:13 |
| 30. | «Come Out and Play (Keep 'Em Separated)» | 3:49 |
| 31. | «(Can't Get My) Head Around You»         | 2:04 |
| 32. | «The Kids Aren't Alright»                | 3:08 |

### Vídeos ocults
- Vídeo de 1983 de Dexter Holland i Greg K. (ambdós adolescents) tocant la bateria i el baix respectivament en un garatge. També es mostren 15 mesos després amb Hollant ja com a vocalista de la banda tocant la guitarra, James Lilja tocant la bateria. Aquest vídeo ja va aparèixer en el seu primer VHS/DVD Americana (1998). [Duració 2:45]
- Banda de música instrumental interpretant "Hit That". [Duració 2:28]
- Actuació en directe de "Get It Right" a Londres (1993). [Duració 2:02]

### Altres
- Making-of de "Da Hui" amb Noodles parlant sobre com es va fer el videoclip de la cançó. [Duració 9:55]
- Entrevista entre Dexter Holland i Guy Cohen, actor que va protagonitzar el videoclip "Pretty Fly (for a White Guy)". [Duració 5:40]
- Galeria del storyboard de les cançons "The Kids Aren't Alright", "Pretty Fly (for A White Guy)" i "Gone Away". [Duració 4:29]